# Heinrich Zöllner
Pour les articles homonymes, voir Zöllner.
Heinrich Zöllner (4 juillet 1854 à Leipzig – 8 mai 1941 à Fribourg-en-Brisgau)  est un compositeur et un chef d'orchestre allemand. 

## Biographie
Fils du compositeur Carl Friedrich Zöllner, Heinrich Zöllner est né à Leipzig. De 1875 à 1877, il a étudié au Conservatoire de Leipzig avec comme professeurs Carl Reinecke, Salomon Jadassohn, et Ernst Friedrich Richter. En 1878 Zöllner est devenu le directeur du département de musique de Université de Dorpat (actuellement Tartu) en Estonie où il a travaillé pendant sept ans. En 1885 il rejoint le Conservatoire de Cologne tout en dirigeant le Chœur d'hommes de Cologne.
En 1890, Zöllner va aux États-Unis où il devient le chef et le directeur du Liederkranz allemand (en) à New York. Il occupe ce poste pendant huit ans et obtient un très grand succès. Sa cantate, Die neue welt (Le Nouveau Monde) a obtenu un prix en 1892 à Cleveland. 
Zöllner retourne à Leipzig en 1898 pour remplacer Hermann Kretzschmar (de) comme directeur de la musique à l'Université de Leipzig, prenant en charge le Chœur d'hommes Paulus. Quatre ans plus tard, il a été nommé professeur de composition de l'université à la place de son maître, Carl Reinecke. De 1903 à 1906, il a été le rédacteur en chef du Leipzig Tageblatt. Il a été appelé à diriger à l'Opéra flamand d'Anvers de 1907 jusqu'à sa retraite en 1914. Il s'est retiré à Fribourg et a travaillé comme critique d'opéra pour le Breisgauer Zeitung.

## Œuvres
Les compositions de Zöllner comprennent 10 opéras, cinq symphonies, plusieurs grandes compositions pour chœur et orchestre, cinq quatuors à cordes, des ouvertures, des pièces pour piano et pour piano à quatre mains, de la musique chorale, des lieder, et de nombreuses petites pièces vocales. De même que son père, Zöllner a composé un nombre important de pièces pour chœur d'hommes. Contrairement à son père, il a marqué une préférence pour les œuvres de grande dimension avec accompagnement d'un grand orchestre. Il est probablement le plus connu pour son  opéra de 1899 Die versunkene Glocke, qui a été souvent joué avant la Seconde Guerre mondiale. 

### Opéras
- Die lustigen Chinesinnen (1885 Cologne)
- Faust (19 octobre 1887, Munich)
- Matteo Falcone (18 décembre 1893, New York, Irving Place)
- Bei Sedan (1er septembre 1895, Leipzig)
- Der Überfall (7 september 1895, Dresde)
- Das hölzerne Schwert (24 novembre 1897, Kassel)
- Die versunkene Glocke (8 juillet 1899, Berlin)
- Frithjof (6 octobre 1910, Anvers)
- Zigeuner (15 mars 1912, Stuttgart)
- Der Schützenkönig (18 décembre 1913, Elberfeld-Barmen)

### Symphonies
- Symphonie en mi bémol majeur Op. 20
- Symphonie en fa majeur N° 2 pour grand orchestre, Op. 100
- Symphonie en ré mineurl N° 3 pour grand orchestre, Op. 130